# Traición (serie de televisión)
Traición (inicialmente llamada Indicios, Leyes de familia o Código de familia) es una serie producida por Bambú Producciones para la cadena española La 1. Está protagonizada por Ana Belén, Pedro Alonso, Nathalie Poza, Manuela Velasco, Antonio Velázquez y Natalia Rodríguez, entre otros. Su estreno estuvo previsto para otoño de 2017, estrenándose finalmente el martes 28 de noviembre de 2017. La primera temporada de la serie consta de 9 episodios.

## Argumento
La historia empieza cuando Julio (Helio Pedregal) reúne a toda su familia para contarles que padece una enfermedad terminal y quiere realizar algunos cambios en la empresa familiar. Tras esos cambios un importante secreto verá la luz, los afectados serán su mujer Pilar (Ana Belén) y sus 4 hijos: Isabel (Manuela Velasco), ama de casa; Claudia (Natalia Rodríguez), la hermana menor; Almudena (Nathalie Poza), abogada; y Roberto (Pedro Alonso), también abogado.

## Reparto

### Temporada única

#### Reparto principal
- Ana Belén - Pilar del Riego
- Pedro Alonso - Roberto «Rober» Fuentes del Riego
- Nathalie Poza - Almudena Fuentes del Riego
- Manuela Velasco - Isabel Fuentes del Riego
- Antonio Velázquez - Carlos Santos
- Natalia Rodríguez - Claudia Fuentes del Riego /  Claudia Soler del Riego
- Eloy Azorín - Rafael «Rafa» Sotomayor
- Carlos Bardem - Julián Casas
- Israel Elejalde - Víctor Ayala
- Begoña Maestre - Beatriz «Bea» Sánchez
- Susana Córdoba - Miriam Márquez Ortega
- Gaby Del Castillo - Sergio Muñoz Fuentes

##### Con la colaboración especial de
- Helio Pedregal - Julio Fuentes Álamo † (Capítulo 1)

#### Reparto recurrente

##### Con la colaboración de
- Pau Durà como Gonzalo Muñoz (Episodio 3 - Episodio 9)
- Pep Antón Muñoz como Joaquín Soler (Episodio 1 - Episodio 2; Episodio 4 - Episodio 9)
- Belén López como Manuela (Episodio 1 - Episodio 4, Episodio 6 - Episodio 9)
- Raúl Mérida como David Ribera † (Episodio 1 - Episodio 9)
- Pepe Ocio como Jaime Aguado † (Episodio 1 - Episodio 5)
- Quim Ramos como Diego (Episodio 1 - Episodio 2; Episodio 4 - Episodio 9)
- Pep Munné como Pedro R. (Episodio 3)
- Carlos Olalla como Luis (Episodio 1 - Episodio 2)
- Ramón Agirre como Juan (Episodio 2)
- Xabier Murua como Saúl (Episodio 5)

##### Han intervenido
- Rebeca Sala - Susana (Episodio 1 - Episodio 9)
- Belén Ponce de León - Valeria (Episodio 5 - Episodio 9)
- Paul Berrondo - Gálvez (Episodio 4)
- Francesc Galcerán - Asesor financiero (Episodio 4)
- Lolo Diego - Cliente Tugurio (Episodio 4)
- Jorge Aznar - Vigilante trasteros (Episodio 4)
- Raquel Burbano - Técnico sanitario (Episodio 4)
- Chema de Miguel - Esteban (Episodio 3)
- Carmen Arévalo - Gloria (Episodio 3)
- Jesús Mateo - Agente judicial (Episodio 2 - Episodio 3, Episodio 5)
- Javier Pasanau - Rubén (Episodio 1 - Episodio 3, Episodio 5)
- Eva Redondo - Policía uniformada (Episodio 3)
- Dion Córdoba - Sedes (Episodio 1 - Episodio 2, Episodio 5)
- Julio Alonso - Dr. Molina (Episodio 1 - Episodio 2)
- Jorge Cabrera - Forense (Episodio 1 - Episodio 2)
- Úrsula Gutiérrez - Comercial (Episodio 1 - Episodio 2)
- Jacobo Girón - Mario (Episodio 1 - Episodio 2)
- Yiyo Alonso - Hombre trastero (Episodio 2)
- Maiken Beitia - Casera (Episodio 1)
- José Fuentefría - Médico (Episodio 1)
- Marc Meseguer - Médico (Episodio 1)
- María Mera - Laura (Episodio 9)

## Episodios y audiencias
| Temporada | Temporada | Episodios | Estreno                 | Final               | Audiencia media | Audiencia media | Audiencia media |
| Temporada | Temporada | Episodios | Estreno                 | Final               | Espectadores    | Cuota           |                 |
| --------- | --------- | --------- | ----------------------- | ------------------- | --------------- | --------------- | --------------- |
|           | 1         | 9         | 28 de noviembre de 2017 | 30 de enero de 2018 | 1 995 000       | 12,2%           |                 |

### Primera temporada (2017-2018)
| N.º (serie) | N.º (temp.) | Título                              | Director(es)                    | Fecha de emisión        | Audiencia         |
| ----------- | ----------- | ----------------------------------- | ------------------------------- | ----------------------- | ----------------- |
| 1           | 1           | «Una familia feliz»                 | Antonio Hernández               | 28 de noviembre de 2017 | 2 281 000 (14,1%) |
| 2           | 2           | «No sé quién eres»                  | Antonio Hernández Lino Escalera | 5 de diciembre de 2017  | 1 992 000 (13,0%) |
| 3           | 3           | «La verdad pública»                 | Lino Escalera                   | 12 de diciembre de 2017 | 2 062 000 (12,2%) |
| 4           | 4           | «Padre nuestro»                     | Antonio Hernández               | 19 de diciembre de 2017 | 1 889 000 (11,6%) |
| 5           | 5           | «Naturaleza muerta»                 | Antonio Hernández               | 26 de diciembre de 2017 | 1 878 000 (11,5%) |
| 6           | 6           | «¿De qué lado estás?»               | Lino Escalera                   | 9 de enero de 2018      | 1 961 000 (11,3%) |
| 7           | 7           | «Si golpean a uno, golpean a todos» | Antonio Hernández               | 16 de enero de 2018     | 1 897 000 (11,4%) |
| 8           | 8           | «180 segundos»                      | Lino Escalera                   | 23 de enero de 2018     | 1 943 000 (12,4%) |
| 9           | 9           | «Una última verdad»                 | Antonio Hernández               | 30 de enero de 2018     | 2 054 000 (12,4%) |

## Premios
Premios ACE (Nueva York):
Personalidad internacional femenina del año: Ana Belén.
Actriz de reparto: Nathalie Poza.
Fotogramas de Plata:
Nominación a la mejor actriz de televisión: Ana Belén